# カー・ベレンデン (第4代ベレンデン卿)
第4代ベレンデン卿カー・ベレンデン（英語: Ker Bellenden, 4th Lord Bellenden、1725年10月22日 – 1753年3月2日）は、スコットランド貴族。

## 生涯
第3代ベレンデン卿ジョン・ベレンデンとメアリー・パーネル（Mary Parnell、1702年6月26日洗礼 – 1792年11月23日、ジョン・パーネルの娘）の長男として、1725年10月22日に生まれ、12月11日にウォルカーンで洗礼を受けた。1741年3月16日に父が死去すると、ベレンデン卿の爵位を継承した。
スコットランド大蔵省式部官（Usher of the Exchequer）の世襲権を所有していたほか、イギリス海軍の士官だった。
1749年3月13日、エリザベス・ブレット（Elizabeth Brett、1726年頃 – 1798年1月21日、リチャード・ブレットの娘）と結婚、1男をもうけた。
- ジョン・カー（1751年8月22日 – 1796年10月20日） - 第5代ベレンデン卿

1753年3月2日にウーリッジで死去、ウェストミルで埋葬された。息子ジョン・カーが爵位を継承した。